# Ralph Vaughan Williams
Ralph Vaughan Williams (Down Ampney, Gloucestershire, 12 de octubre de 1872-Londres, 26 de agosto de 1958) fue un compositor británico. Entre sus obras figuran óperas, ballets, música de cámara, piezas vocales seculares y religiosas y composiciones orquestales que incluyen nueve sinfonías, escritas durante sesenta años. Fuertemente influenciado por la música de la época Tudor (c. 1450-c. 1660) y la canción popular inglesa, su producción marcó una ruptura decisiva en la música británica de su estilo dominado por los alemanes del siglo XIX.
Nació en una familia acomodada con fuertes puntos de vista morales y una vida social progresista. A lo largo de su vida procuró estar al servicio de sus conciudadanos y hacer que la música estuviera lo más disponible posible para todos. Escribió muchas obras para la interpretación de aficionados y estudiantes. Musicalmente se desarrolló tarde y no encontró su verdadera voz hasta finales de los treinta; sus estudios en 1907-1908 con el compositor francés Maurice Ravel lo ayudaron a clarificar las texturas de su música y liberarla de las influencias teutónicas.
Se encuentra entre los sinfonistas británicos más conocidos, destacando por su amplia gama de estados de ánimo, desde tormentoso y apasionado hasta tranquilo, desde misterioso hasta exuberante. Entre sus otras obras de concierto más conocidas se encuentran Fantasía sobre un tema de Thomas Tallis (1910) y The Lark Ascending (1914). Sus obras vocales incluyen himnos, arreglos de canciones folklóricas y piezas corales de gran formato. Escribió ocho obras para representaciones teatrales entre 1919 y 1951. Aunque ninguna de sus óperas se convirtieron en piezas populares de repertorio, su ballet Job: A Masque for Dancing (1930) tuvo éxito y se representó con frecuencia.
Dos episodios causaron una profunda impresión en la vida personal de Vaughan Williams. La Primera Guerra Mundial, en la que sirvió en el ejército, tuvo un efecto emocional duradero. Veinte años más tarde, aunque tenía sesenta años y estaba casado con devoción, se vio revitalizado por una historia de amor con una mujer mucho más joven, que más tarde se convirtió en su segunda esposa. Siguió componiendo entre los setenta y los ochenta y produjo su última sinfonía meses antes de su muerte a los ochenta y cinco años. Sus obras han seguido siendo un elemento básico del repertorio de conciertos británico y se han grabado todas sus composiciones principales y muchas de las menores.

## Biografía

### Infancia y juventud
Ralph Vaughan Williams nació el 12 de octubre de 1872 en Down Ampney (Gloucestershire, Reino Unido), fue el menor de los tres hijos del vicario, el reverendo Arthur Vaughan Williams (1834-1875), y su esposa, Margaret, de soltera Wedgwood (1842-1937). Sus antepasados paternos eran descendientes mixtos de ingleses y galeses; muchos de ellos se dedicaron al derecho o entraron en la Iglesia. Los jueces Edward y Roland Vaughan Williams eran respectivamente el padre y el hermano de Arthur. Margaret era bisnieta de Josiah Wedgwood y sobrina de Charles Darwin.
Su padre murió repentinamente en febrero de 1875, cuando Ralph tenía apenas dos años de edad, por lo que su madre volvió con sus hijos al hogar familiar de Leith Hill Place (Wotton, en el condado de Surrey). Los niños estaban bajo el cuidado de una enfermera, Sara Wager, quien les inculcó no sólo buenos modales y buen comportamiento, sino también opiniones sociales y filosóficas liberales. Tales puntos de vista eran consistentes con la tradición progresista de ambos lados de la familia. Cuando el joven Vaughan Williams le preguntó a su madre sobre el controvertido libro de Darwin El origen de las especies, ella respondió: «La Biblia dice que Dios hizo el mundo en seis días. El tío abuelo Charles cree que tardó más tiempo: pero no debemos preocuparnos por eso, porque es igualmente maravilloso de cualquier manera».

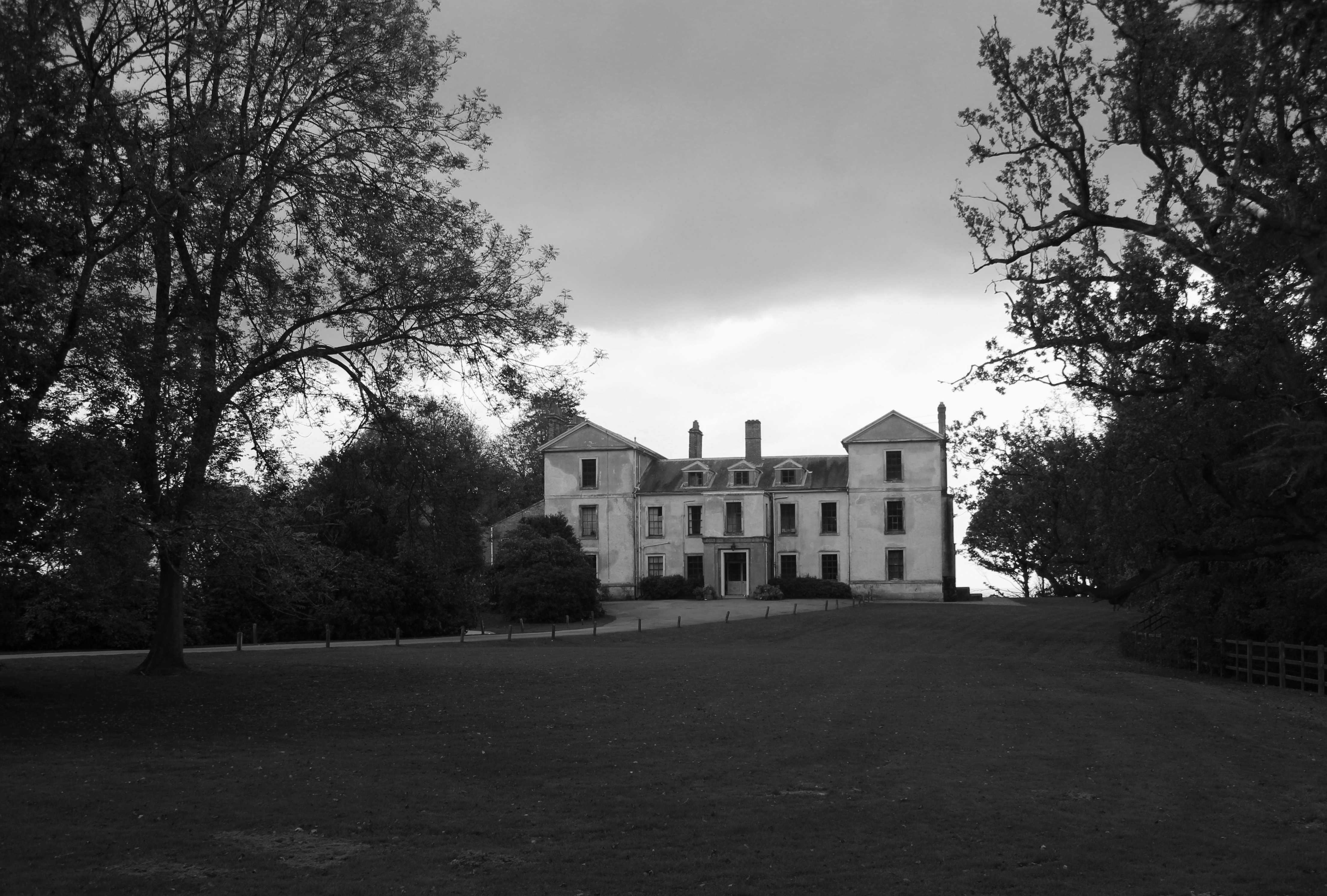
Leith Hill Place (Surrey), hogar de la infancia de Vaughan Williams.

En 1878, a los cinco años, comenzó a recibir lecciones de piano de su tía, Sophy Wedgwood. Mostró signos de talento musical desde el principio, ya que compuso su primera pieza musical, una pieza para piano de cuatro compases llamada «The Robin's Nest», en el mismo año. No le gustaba mucho el piano y le complació comenzar las lecciones de violín al año siguiente. En 1880, cuando tenía ocho años, realizó un curso de música por correspondencia en la Universidad de Edimburgo y aprobó los exámenes correspondientes.
En septiembre de 1883 fue como interno a la escuela preparatoria Field House en Rottingdean, en la costa sur de Inglaterra, a cuarenta millas de Wotton. En general, estaba feliz allí, aunque se sorprendió al encontrar por primera vez el esnobismo social y el conservadurismo político, que abundaban entre sus compañeros de estudios. De allí pasó a la escuela pública Charterhouse en enero de 1887. Sus logros académicos y deportivos allí fueron satisfactorios y la escuela favoreció su desarrollo musical. En 1888 organizó un concierto en el salón de actos de la escuela, que incluyó la interpretación de su Trío para piano en sol mayor (ahora perdido) con el compositor como violinista.
Mientras estuvo en Charterhouse, descubrió que la religión significaba cada vez menos para él y por un tiempo fue ateo. Esto se suavizó en «un alegre agnosticismo» y continuó asistiendo a la iglesia con regularidad para evitar disgustar a la familia. Sus puntos de vista sobre la religión no afectaron su amor por la versión autorizada de la Biblia, cuya belleza, en palabras de Ursula Vaughan Williams en su biografía del compositor de 1964, siguió siendo «uno de sus compañeros esenciales a lo largo de la vida». En esto, como en muchas otras cosas de su vida, fue, según su biógrafo Michael Kennedy, «ese producto extremadamente inglés, el inconformista natural con una mirada conservadora por la mejor tradición».

### Royal College of Music y Trinity College

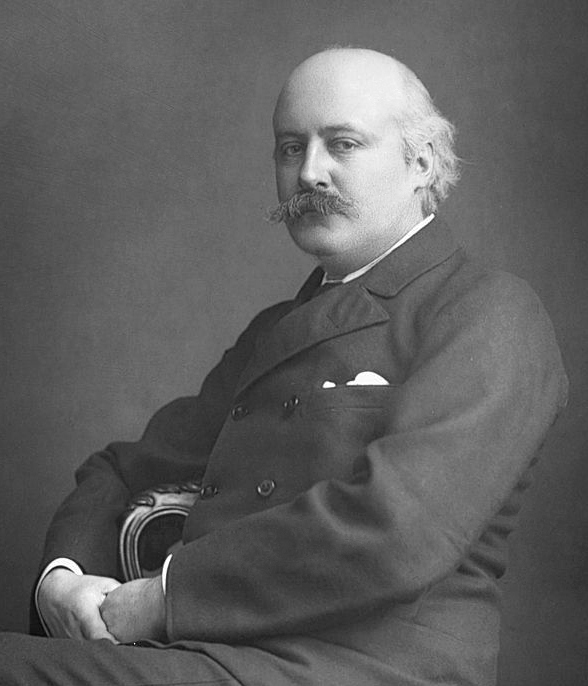
Hubert Parry fue el primer profesor de composición de Vaughan Williams en el Royal College of Music.

En julio de 1890, Vaughan Williams dejó Charterhouse y en septiembre se inscribió como estudiante en la Royal College of Music (RCM) de Londres. Tras un curso obligatorio de armonía con Francis Edward Gladstone, profesor de órgano, contrapunto y armonía, estudió órgano con Walter Parratt y composición con Hubert Parry. Idolatraba a éste y recordaba en su Musical Autobiography (1950):

Parry once said to me: "Write choral music as befits an Englishman and a democrat". We pupils of Parry have, if we have been wise, inherited from him the great English choral tradition, which Tallis passed on to Byrd, Byrd to Gibbons, Gibbons to Purcell, Purcell to Battishill and Greene, and they in their turn through the Wesleys, to Parry. He has passed on the torch to us and it is our duty to keep it alight.
Parry me dijo una vez: «Escribe música coral como corresponde a un inglés y un demócrata». Los alumnos de Parry, si hemos sido prudentes, hemos heredado de él la gran tradición coral inglesa, que Tallis transmitió a Byrd, Byrd a Gibbons, Gibbons a Purcell, Purcell a Battishill y  Greene, y ellos a su vez a través de los Wesley, a Parry. Él nos ha pasado la antorcha y es nuestro deber mantenerla encendida.

La familia de Vaughan Williams hubiera preferido que permaneciera en Charterhouse durante dos años más y luego continuara en la Universidad de Cambridge. No estaban convencidos de que tuviera el talento suficiente para seguir una carrera musical, pero sintiendo que sería un error impedir que lo intentara, le permitieron ir al RCM. Sin embargo, se esperaba de él una educación universitaria y en 1892 dejó temporalmente el RCM y entró en el Trinity College de Cambridge, donde pasó tres años estudiando música e historia.

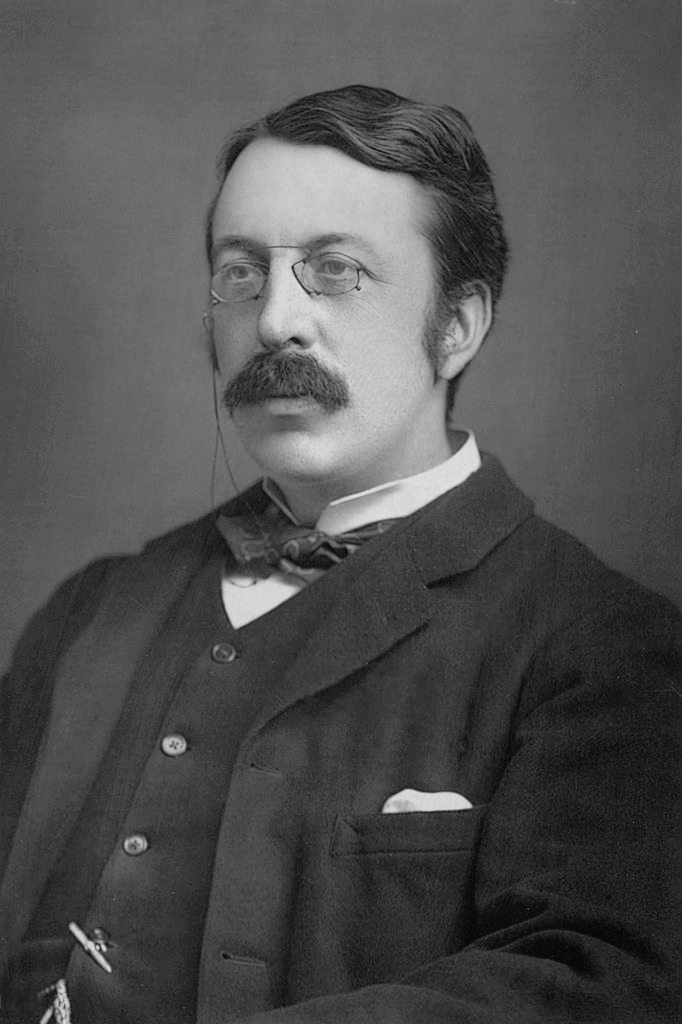
Charles Villiers Stanford, segundo profesor de composición de Vaughan Williams en el Royal College of Music.

Entre aquellos con quienes Vaughan Williams trabó amistad en Cambridge estaban los filósofos George Edward Moore y Bertrand Russell, el historiador George Macaulay Trevelyan y el músico Hugh Allen. Se sintió eclipsado intelectualmente por algunos de sus compañeros, pero aprendió mucho de ellos y formó amistades de por vida con varios. Entre las mujeres con las que se mezcló socialmente en Cambridge estaba Adeline Fisher, la hija de Herbert Fisher, un viejo amigo de la familia Vaughan Williams. Ella y Vaughan Williams intimaron y en junio de 1897, después de que él se fuera de Cambridge, se comprometieron para casarse.
Durante su tiempo en Cambridge, continuó sus lecciones semanales con Parry y estudió composición con Charles Wood y órgano con Alan Gray. Se graduó como Licenciado en Música en 1894 y Licenciado en Artes al año siguiente. Después de dejar la universidad volvió a completar su formación en la RCM. Para entonces, Parry había sucedido a George Grove como director de la universidad y el nuevo profesor de composición de Vaughan Williams fue Charles Villiers Stanford. Las relaciones entre maestro y alumno fueron tormentosas, pero afectivas. Stanford, que había sido aventurero en su juventud, se había vuelto profundamente conservador; chocó vigorosamente con su alumno de mentalidad moderna. Vaughan Williams no deseaba seguir las tradiciones de los ídolos de Stanford, Johannes Brahms y Richard Wagner, y se enfrentó a su maestro como pocos estudiantes se atrevieron a hacerlo. Debajo de la severidad de Stanford yacía un reconocimiento del talento de Vaughan Williams y un deseo de ayudar al joven a corregir su orquestación opaca y su extrema predilección por la música modal.
En su segundo período en el RCM (1895-1896), Vaughan Williams conoció a un compañero de estudios, Gustav Holst, quien se convirtió en un amigo para toda la vida. Stanford enfatizó la necesidad de que sus estudiantes fueran autocríticos, pero Vaughan Williams y Holst se convirtieron, y siguieron siendo, en los críticos más valiosos del otro; cada uno tocaría su última composición para el otro mientras aún trabajaba en ella. Vaughan Williams observó más tarde: «Lo que uno realmente aprende de una academia o colegio no es tanto de los profesores oficiales de uno como de sus compañeros de estudios... [discutimos] todos los temas bajo el sol desde la nota más baja del fagot doble hasta la filosofía de Judas el Oscuro». En 1949 escribió sobre su relación: «Holst declaró que su música estaba influenciada por la de su amigo: lo contrario es ciertamente verdad».

### Inicio de su carrera

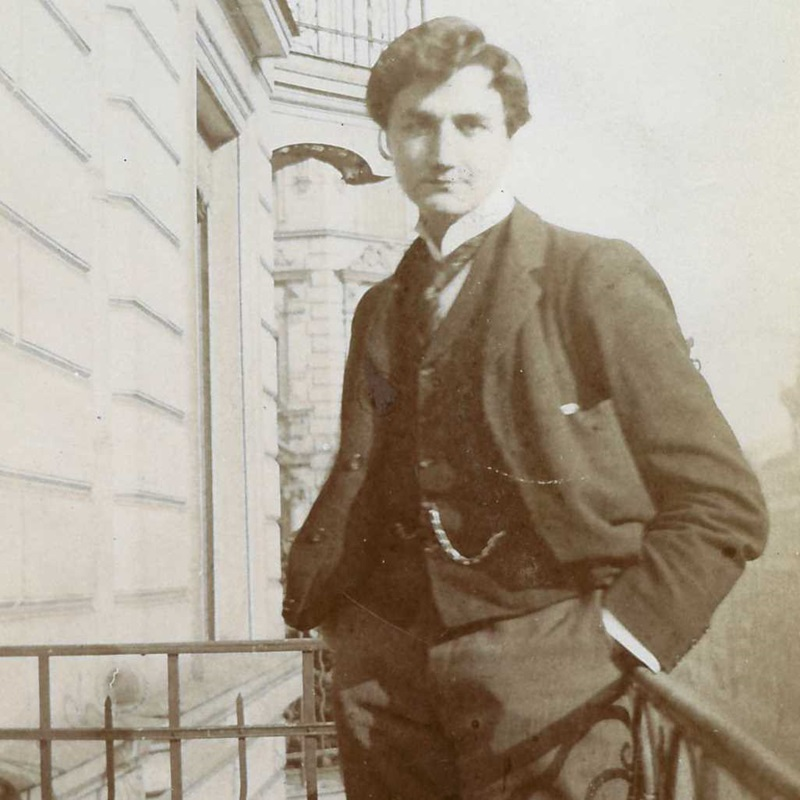
Vaughan Williams en 1898.

Vaughan Williams tenía un ingreso privado modesto, que en los inicios de su carrera complementó con una variedad de actividades musicales. Aunque el órgano no era su instrumento preferido, el único puesto que ocupó por un salario anual fue como organista de iglesia y director de coro. Ocupó el puesto en St Barnabas, en el barrio de South Lambeth de Londres, desde 1895 hasta 1899 por un salario de cincuenta libras esterlinas al año. No le gustaba el trabajo, pero trabajar en estrecha colaboración con un coro fue una experiencia valiosa para sus proyectos posteriores.
En octubre de 1897, Adeline y Vaughan Williams se casaron. Estuvieron de luna de miel durante varios meses en Berlín, donde estudió con Max Bruch. A su regreso, se establecieron en Londres, originalmente en Westminster y, a partir de 1905, en Chelsea. No hubo hijos del matrimonio.
En 1899, aprobó el examen para obtener el título de Doctor en Música en Cambridge; el título le fue otorgado formalmente en 1901. La canción «Linden Lea» se convirtió en la primera de sus obras en aparecer impresa, publicada en la revista The Vocalist en abril de 1902 y luego como partitura separada. Además de la composición, se dedicó a varios puestos durante la primera década del siglo. Escribió artículos para revistas musicales y para la segunda edición de Grove Dictionary of Music and Musicians, editó el primer volumen de Welcome Songs de Purcell para la Purcell Society y durante un tiempo estuvo involucrado en la educación de adultos en las Conferencias de Extensión Universitaria. De 1904 a 1906 fue editor musical de un nuevo libro de himnos, The English Hymnal, del cual dijo más tarde: «Ahora sé que dos años de estrecha asociación con algunas de las mejores (así como algunas de las peores) melodías en el mundo había mejor educación musical que en cualquier cantidad de sonatas y fugas». Siempre comprometido con la creación de música para toda la comunidad, ayudó a fundar el Leith Hill Musical Festival para aficionados en 1905 y fue nombrado su director principal, cargo que ocupó hasta 1953.
Entre 1903 y 1904, comenzó a recopilar canciones populares. Siempre le habían interesado y ahora siguió el ejemplo de una generación reciente de entusiastas como Cecil Sharp y Lucy Broadwood al ir a la campiña inglesa anotando y transcribiendo canciones cantadas tradicionalmente en varios lugares. Se publicaron colecciones de las canciones, con lo que se conservaron muchas que de otro modo podrían haber desaparecido a medida que se extinguían las tradiciones orales. Incorporó algunas en sus propias composiciones y, en general, fue influenciado por sus formas modales predominantes. Esto, junto con su amor por la música de la época de los Tudor y Estuardo, ayudó a dar forma a su estilo de composición para el resto de su carrera.
Durante este período, compuso constantemente y produjo canciones, música coral, obras de cámara y piezas orquestales, y encontró gradualmente los comienzos de su estilo maduro. Sus composiciones incluyeron el poema sinfónico In the Fen Country (1904) y Norfolk Rhapsody n.º 1 (1906). Quedó insatisfecho con su técnica como compositor. Después de buscar sin éxito lecciones de Edward Elgar, contempló estudiar con Vincent d'Indy en París. En cambio, el crítico y musicólogo Michel-Dimitri Calvocoressi le presentó a Maurice Ravel, un músico más modernista y menos dogmático que d'Indy.

### Ravel, fama creciente y Primera Guerra Mundial

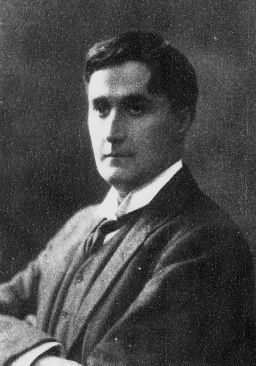
Vaughan Williams en 1913.

Ravel admitió pocos alumnos y era conocido como un supervisor exigente para aquellos a los que aceptaba enseñar. Vaughan Williams pasó tres meses en París en el invierno de 1907-1908, trabajando con él cuatro o cinco veces por semana. Hay poca documentación del tiempo de Vaughan Williams con Ravel; el musicólogo Byron Adams aconseja precaución al confiar en los recuerdos del compositor en la Musical Autobiography escrita cuarenta y tres años después del evento. Se debate hasta qué punto el compositor francés influyó en el estilo del inglés. Ravel declaró que Vaughan Williams era «mi único alumno que no escribe mi música»; sin embargo, comentaristas como Kennedy, Adams, Hugh Ottaway y Alain Frogley encuentran las texturas instrumentales de Vaughan Williams más ligeras y nítidas en la música escrita después de su regreso de París, como el Cuarteto de cuerdas en sol menor, On Wenlock Edge, la obertura de The Wasps y A Sea Symphony. El propio compositor dijo que Ravel lo había ayudado a escapar de «la pesada manera teutónica contrapuntística».
En los años transcurridos entre su regreso de París en 1908 y el estallido de la Primera Guerra Mundial en 1914, Vaughan Williams se estableció cada vez más como una figura de la música británica. Para un compositor en ascenso era importante recibir presentaciones en los grandes festivales de música provinciales, lo que generaba publicidad y regalías. En 1910, su música se presentó en dos de los festivales más grandes y prestigiosos, con los estrenos de Fantasía sobre un tema de Thomas Tallis en el Three Choirs Festival en la catedral de Gloucester en septiembre y A Sea Symphony en el Festival de Leeds el siguiente mes. Los principales críticos musicales británicos de la época, John Alexander Fuller Maitland de The Times y Samuel Langford de The Manchester Guardian, fueron fuertes en sus elogios. El primero escribió sobre la fantasía: «La obra es maravillosa porque parece elevarlo a uno a una región desconocida de pensamiento y sentimiento musical. A lo largo de su curso, uno nunca está seguro de si está escuchando algo muy antiguo o muy nuevo». Langford declaró que la sinfonía «coloca definitivamente una nueva figura en el primer rango de nuestros compositores ingleses». Entre estos éxitos y el comienzo de la guerra, la obra de mayor escala de Vaughan Williams fue la primera versión de A London Symphony (1914). En el mismo año escribió The Lark Ascending en su forma original para violín y piano.
A pesar de su edad (tenía cuarenta y dos años en 1914), se ofreció como voluntario para el servicio militar al estallar la Primera Guerra Mundial. Se unió al Royal Army Medical Corps como soldado raso y condujo vagones de ambulancia en Francia y más tarde en Grecia. Frogley escribe sobre este período que Vaughan Williams era considerablemente mayor que la mayoría de sus camaradas y «el trabajo agotador de los peligrosos viajes nocturnos a través del barro y la lluvia debió ser más doloroso de lo habitual». La guerra dejó su huella emocional en el compositor, quien perdió a muchos camaradas y amigos, incluido el joven compositor George Butterworth. En 1917 Vaughan Williams se enroló como teniente en la Royal Artillery y entró en acción en Francia desde marzo de 1918. El ruido continuo de los cañones dañó su audición y le provocó sordera en sus últimos años. Después del armisticio de 1918, se desempeñó como director musical del First Army hasta que fue desmovilizado en febrero de 1919.

### Años de entreguerras

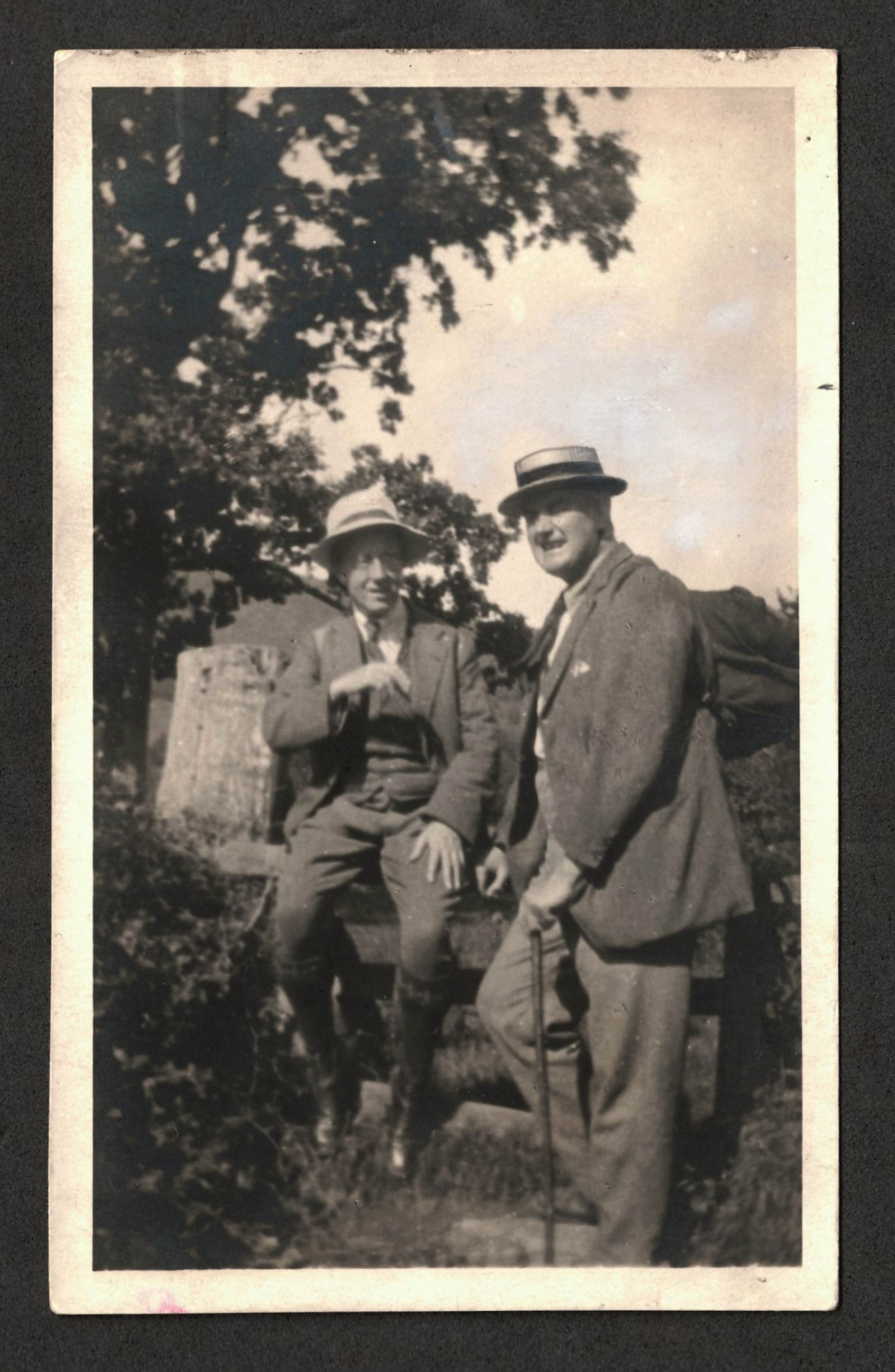
Holst y Vaughan Williams paseando en Malvern Hills en 1921.

Durante la guerra, dejó de componer y, tras volver a la vida civil, se tomó un tiempo antes de sentirse preparado para escribir nuevas obras. Revisó algunas piezas anteriores y centró su atención en otras actividades musicales. En 1919 aceptó una invitación de Hugh Allen, que había sucedido a Parry como director, para enseñar composición en el RCM; permaneció en la facultad de la universidad durante los siguientes veinte años. En 1921 sucedió a Allen como director del Bach Choir de Londres. No fue hasta 1922 que produjo una nueva composición importante, A Pastoral Symphony; la obra se estrenó en mayo en Londres bajo la dirección de Adrian Boult y su estreno estadounidense en junio bajo la dirección del compositor.
A lo largo de la década de 1920, continuó componiendo, dirigiendo y enseñando. Kennedy enumera cuarenta obras estrenadas durante la década, entre ellas la Misa en sol menor (1922), el ballet Old King Cole (1923), las óperas Hugh the Drover y Sir John in Love (1924 y 1928), la suite Flos Campi (1925) y el oratorio Sancta Civitas (1925).
Durante la década, Adeline quedó cada vez más inmovilizada por la artritis y las numerosas escaleras en su casa de Londres finalmente hicieron que los Vaughan Williams se mudaran en 1929 a una casa más manejable, «The White Gates» (Dorking), donde vivieron hasta la muerte de Adeline en 1951. Vaughan Williams, que se consideraba un completo londinense, lamentaba dejar la capital, pero su esposa estaba ansiosa por vivir en el campo y Dorking estaba a una distancia razonablemente conveniente de la ciudad.
En 1932, lo eligieron presidente de la English Folk Dance and Song Society. De septiembre a diciembre de ese año estuvo en Estados Unidos como profesor invitado en Bryn Mawr College (Pensilvania). Los textos de sus conferencias fueron publicados bajo el título National Music en 1934; resumen su credo artístico y social más completamente que cualquier otro que haya publicado anteriormente y se continuaron imprimiendo durante la mayor parte del resto del siglo.
Durante la década de 1930, llegó a ser considerado una figura destacada de la música británica, particularmente después de la muerte de Elgar, Delius y Holst en 1934. La muerte de este último fue un duro golpe personal y profesional para Vaughan Williams; los dos habían sido los mejores amigos y consejeros musicales del otro desde sus días de universidad. Después de la muerte de Holst, Vaughan Williams se alegró del consejo y el apoyo de otros amigos, incluidos Boult y el compositor Gerald Finzi, pero su relación con Holst fue insustituible.
En parte de la música de Vaughan Williams de la década de 1930 hay un tono explícitamente oscuro, incluso violento. El ballet Job: A Masque for Dancing (1930) y la Cuarta Sinfonía (1935) sorprendieron a público y crítica. El tono discordante y violento de la sinfonía, escrita en un momento de creciente tensión internacional, llevó a muchos críticos a suponer que era programática. Hubert Foss la denominó «La romántica» y Frank Howes la llamó «La fascista». El compositor descartó tales interpretaciones e insistió en que la obra era música absoluta, sin programa de ningún tipo; no obstante, algunos de sus allegados, incluidos Foss y Boult, seguían convencidos de que la obra capturaba algo del espíritu turbulento de la época.
A medida que avanzaba la década, Vaughan Williams descubrió que le faltaba inspiración musical y experimentó su primer período improductivo desde su silencio musical durante la guerra. Después de su cantata contra la guerra Dona nobis pacem en 1936, no completó otra obra de considerable extensión hasta finales de 1941, cuando completó la primera versión de la Quinta Sinfonía.
En 1938, conoció a Ursula Wood (1911-2007), la esposa de un oficial del ejército, el capitán (luego teniente coronel) Michael Forrester Wood. Era poetisa y se había acercado al compositor con un escenario propuesto para un ballet. A pesar de que ambos estaban casados y de una diferencia de edad de cuatro décadas, se enamoraron casi desde su primer encuentro; mantuvieron una relación amorosa secreta durante más de una década. Ursula se convirtió en musa, ayudante y compañera en Londres del compositor y más tarde lo ayudó a cuidar a su esposa enferma. No está claro si Adeline sabía o sospechaba que ambos eran amantes, pero las relaciones entre las dos mujeres fueron de cálida amistad a lo largo de los años que se conocieron. La preocupación del compositor por su primera esposa nunca flaqueó, según Ursula, quien admitió en la década de 1980 que había estado celosa de Adeline, cuyo lugar en la vida y los afectos del compositor era indiscutible.

### 1939-1952
Durante la Segunda Guerra Mundial, participó activamente en el trabajo de guerra como civil: presidió el Comité del Ministerio del Interior para la Liberación de Músicos Extranjeros Internados, ayudó a Myra Hess con la organización de los conciertos diarios de la National Gallery, sirvió en un comité para refugiados de la opresión nazi y en el Council for the Encouragement of Music and the Arts (Consejo para el Fomento de la Música y las Artes, CEMA), antecesor del Arts Council of Great Britain. En 1940 compuso su primera banda sonora para la película de propaganda 49th Parallel.
En 1942, Michael Wood murió repentinamente de un paro cardíaco. A instancias de Adeline, la viuda Ursula fue invitada a quedarse con los Vaughan Williams en Dorking y, a partir de entonces, fue una visitante habitual allí, a veces quedándose durante semanas. El crítico Michael White sugiere que Adeline «parece, de la manera más amistosa, haber adoptado a Ursula como su sucesora». Ursula registró que durante los ataques aéreos los tres dormían en la misma habitación en camas adyacentes, tomados de la mano para mayor comodidad.
En 1943, dirigió el estreno de su Quinta Sinfonía en los Proms. Su tono sereno contrastaba con la tormentosa Cuarta y llevó a algunos comentaristas a pensar que se trataba de una despedida sinfónica. William Glock escribió que era «como la obra de un poeta distinguido que no tiene nada nuevo que decir, pero lo dice en un lenguaje exquisitamente fluido». La música que escribió para la BBC para celebrar el fin de la guerra, Thanksgiving for Victory, estuvo marcada por lo que el crítico Edward Lockspeiser denominó la evitación característica del compositor de «cualquier sugerencia de pomposidad retórica». Cualquier sospecha de que el septuagenario se había asentado en una tranquilidad benigna fue disipada por su Sexta Sinfonía (1948), descrita por la crítica Gwyn Parry-Jones como «una de las declaraciones musicales más inquietantes del siglo XX», que se abre con un «grito primitivo, sumergiendo al oyente inmediatamente en un mundo de agresión y caos inminente». Viniendo como lo hizo cerca del comienzo de la Guerra Fría, muchos críticos pensaron que su pianissimo último movimiento era una representación de un páramo quemado nuclearmente. El compositor desdeñó las teorías programáticas: «Parece que nunca se le ocurre a la gente que un hombre simplemente pudiera querer escribir una pieza musical».

### Segundo matrimonio y últimos años

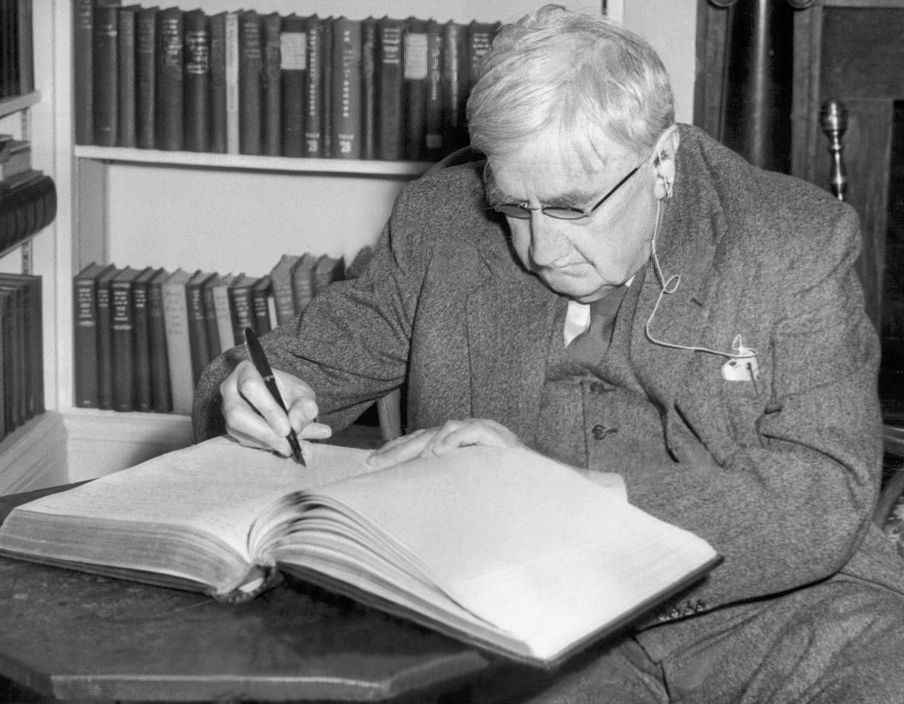
Vaughan Williams firmando el libro de visitas de la Universidad de Yale en 1954.

En febrero de 1953, Vaughan Williams y Ursula se casaron. Dejó la casa de Dorking y alquilaron el 10 de Hanover Terrace en Regent's Park (Londres). Era el año de la coronación de la reina Isabel II; la contribución del compositor fue un arreglo de la melodía del salmo Old Hundredth y una nueva versión de «O taste and see» del «Salmo 34», interpretada en el servicio en la Abadía de Westminster.
Habiendo regresado a vivir a Londres, Vaughan Williams, con el apoyo de Ursula, se volvió mucho más activo socialmente y en actividades pro bono publico. Fue una figura destacada en la Society for the Promotion of New Music, y en 1954 creó y otorgó fondos a la RVW Trust para apoyar a los jóvenes compositores y promover la música nueva u olvidada. Él y su esposa viajaron mucho por Europa y en 1954 visitó Estados Unidos una vez más, tras ser invitado a dar conferencias y para dirigir en Cornell y otras universidades. Recibió una entusiasta bienvenida de grandes audiencias y quedó abrumado por la calidez de su recepción. Kennedy lo describe «como una ocasión estatal musical».
De las obras de Vaughan Williams de la década de 1950, Grove hace una mención particular de Three Shakespeare Songs (1951) para coro sin acompañamiento, la cantata de Navidad Hodie (1953-1954), la Sonata para violín y, más particularmente, Ten Blake Songs (1957) para voz y oboe, «una obra maestra de economía y precisión». Las obras inacabadas de la década fueron un concierto para violonchelo y una nueva ópera, Thomas the Rhymer. Las obras predominantes de la década de 1950 fueron sus tres últimas sinfonías. La Séptima, oficialmente sin numerar y titulada Sinfonia antartica, dividió la opinión; la partitura es una reelaboración de la música que el compositor había escrito para la película de 1948 Scott of the Antarctic y algunos críticos pensaron que no era verdaderamente sinfónica. La Octava, aunque melancólica en partes, tiene un tono predominantemente alegre; fue recibida con entusiasmo en su estreno en 1956, a cargo de la Orquesta Hallé con John Barbirolli como dedicatario. La Novena, estrenada en un concierto de la Royal Philharmonic Society dirigido por Malcolm Sargent en abril de 1958, desconcertó a los críticos con su tono sombrío e inquisitivo, y no logró de inmediato el reconocimiento que obtuvo más tarde.
Había gozado de excelente salud, pero Vaughan Williams murió repentinamente en la madrugada del 26 de agosto de 1958 en Hanover Terrace, a la edad de 85 años. Dos días después, tras un funeral privado en Golders Green, fue incinerado. El 19 de septiembre, en un servicio conmemorativo lleno de gente, sus cenizas fueron enterradas cerca de las tumbas de otros compositores ingleses, como Purcell, Herbert Howells y Charles Villiers Stanford, en el pasillo norte del coro de la Abadía de Westminster.

## Obra

### Estilo
Michael Kennedy caracteriza la música de Vaughan Williams como una mezcla fuertemente individual de las armonías modales familiares de la canción popular con la influencia francesa de Ravel y Debussy. La base de su trabajo es la melodía, siendo sus ritmos, en opinión de Kennedy, a veces poco sutiles. Su música se describe a menudo como visionaria; Kennedy cita el ballet Job: A Masque for Dancing y las Sinfonías Quinta y Novena. Su producción fue prolífica y amplia. Para la voz compuso canciones, óperas y obras corales que van desde piezas más sencillas aptas para aficionados hasta obras exigentes para coros profesionales. Sus relativamente pocas obras de cámara no se encuentran entre sus composiciones más conocidas. Algunas de sus mejores obras eluden la categorización convencional, como Serenade to Music (1938) para dieciséis cantantes solistas y orquesta; Flos Campi (1925) para viola solista, pequeña orquesta y pequeño coro; y su obra de cámara más importante, en opinión de Howes, no puramente instrumental sino un ciclo de canciones, On Wenlock Edge (1909) con acompañamiento para cuarteto de cuerda y piano.
En 1955 los autores de The Record Guide, Edward Sackville-West y Desmond Shawe-Taylor, escribieron que la música de Vaughan Williams mostraba una voz individual excepcionalmente fuerte: su estilo «no es notable por su gracia, cortesía o color inventivo», sino que expresa «una visión consistente en la que el pensamiento y el sentimiento y sus imágenes equivalentes en la música nunca caen por debajo de un cierto alto nivel de distinción natural». Comentaron que la visión del compositor se expresa en dos estados de ánimo contrastantes principales: «uno contemplativo y en trance, el otro belicoso y siniestro». El primer estado de ánimo, generalmente predominante en la producción del compositor, fue más popular, ya que el público prefería «la belleza de vidriera de Fantasía sobre un tema de Thomas Tallis, la apelación melódica directa de Serenade to Music, la poesía pastoral de The Lark Ascending y la grave serenidad de la Quinta Sinfonía». Por el contrario, como en la ferocidad de la Cuarta y Sexta Sinfonías y el Concierto para dos pianos: «en sus estados de ánimo más sombríos, Vaughan Williams puede ser tan aterrador como Sibelius y Bartók».

### Composiciones

#### Sinfonías
Vaughan Williams es más conocido como sinfonista. El compositor y académico Elliott Schwartz escribió en 1964, «se puede decir con razón que Vaughan Williams, Sibelius y Prokófiev son los sinfonistas de este siglo». Aunque Vaughan Williams no completó la primera de ellas hasta los treinta y ocho años, las nueve sinfonías abarcan casi medio siglo de su vida creativa. En su análisis de las nueve de 1964, Schwartz encontró sorprendente que no hay dos sinfonías iguales, ni en estructura ni en estado de ánimo. Los expertos han encontrado útil considerar las nueve en tres grupos de tres: tempranas, medias y tardías.

##### SinfoníasSea,LondonyPastoral(1910-1922)
Las primeras tres sinfonías, a las que Vaughan Williams asignó títulos en lugar de números, forman un subgrupo dentro de las nueve, con elementos programáticos, ausentes en las últimas seis.
A Sea Symphony (1910), la única de la serie que incluye una parte para coro completo, se diferencia de la mayoría de las sinfonías corales anteriores en que el coro canta en todos los movimientos. Se ha debatido hasta qué punto es una verdadera sinfonía; en un estudio de 2013, Alain Frogley la describe como una obra híbrida, con elementos de sinfonía, oratorio y cantata. Su duración total, unos ochenta minutos, no tenía precedentes para una obra sinfónica inglesa, y dentro de su construcción completamente tonal contiene disonancias armónicas que hacen eco de las primeras obras de Ígor Stravinski que pronto seguirían. A London Symphony (1911-1913), que el compositor observó más tarde podría llamarse con mayor precisión una «sinfonía de un londinense», en su mayor parte no es abiertamente pictórica en su presentación de Londres. Vaughan Williams insistió en que es «autoexpresivo y debe mantenerse o caer como música "absoluta"». Hay algunas referencias al paisaje sonoro urbano: breves impresiones de la música callejera, con el sonido del organillo mimetizado por la orquesta; el canto característico del vendedor de lavanda; el tintineo de los Hansom cabs; y las campanadas del Big Ben interpretadas por arpa y clarinete. Pero los comentaristas han escuchado, y el compositor nunca negó ni confirmó, algún comentario social en ecos siniestros al final del scherzo y un estallido orquestal de dolor y desesperación en la apertura del finale. Schwartz comenta que la sinfonía, en su «presentación unificada de elementos ampliamente heterogéneos», es «muy parecida a la ciudad misma». Vaughan Williams dijo en sus últimos años que esta era la favorita de sus sinfonías.
La última del primer grupo es A Pastoral Symphony (1921). Los primeros tres movimientos son sólo para orquesta; al final se agrega una voz solista de soprano o tenor sin texto. A pesar del título, la sinfonía se basa poco en las canciones populares amadas por el compositor y el paisaje bucólico evocado no es una tranquila escena inglesa, sino la campiña francesa devastada por la guerra. Algunos músicos ingleses que no habían luchado en la Primera Guerra Mundial malinterpretaron la obra y sólo escucharon el tempo lento y el tono tranquilo, sin darse cuenta del carácter de un réquiem en la música y confundiendo la pieza con un idilio rústico. Kennedy comenta que no fue hasta después de la Segunda Guerra Mundial que «el espectral "Last Post" en el segundo movimiento y la voz de lamentación de la niña en el final» fueron ampliamente notados y comprendidos.

##### SinfoníasCuartaaSexta(1935-1948)
Las tres sinfonías del medio son puramente orquestales y generalmente de forma convencional, con forma sonata (modificada en algunos lugares), tonalidades de inicio específicas y estructura de cuatro movimientos. Los elencos orquestales requeridos no son grandes para los estándares de la primera mitad del siglo XX, aunque la Cuarta requiere una sección de viento-madera aumentada y la Sexta incluye una parte para saxofón tenor. La Cuarta Sinfonía (1935) asombró a los oyentes con su sorprendente disonancia, muy alejada del tono tranquilo predominante de la sinfonía anterior. El compositor contradijo firmemente cualquier noción de que la obra fuera programática en algún aspecto y Kennedy llama a los intentos de darle a la obra «un programa ridículo... un pobre cumplido de su vitalidad musical y autosuficiencia».
La Quinta Sinfonía (1943) contrastaba completamente con su predecesora. Vaughan Williams había estado trabajando intermitentemente durante muchos años en su versión operística de El progreso del peregrino de John Bunyan. Temiendo, aunque resultó ser un error, que la ópera nunca se completaría, el compositor reelaboró parte de la música ya escrita en una nueva sinfonía. A pesar de las tensiones internas causadas por el conflicto deliberado de la modalidad en los lugares, la obra es generalmente de carácter sereno y fue particularmente bien recibida por el consuelo que brindó en un momento de guerra total. Neville Cardus escribió más tarde: «La Quinta Sinfonía contiene la música más benéfica y consoladora de nuestro tiempo».
Con la Sexta Sinfonía (1948), Vaughan Williams volvió a frustrar las expectativas. Muchos habían visto la Quinta, compuesta cuando tenía setenta años, como una obra de despedida y la turbulenta y problemática Sexta fue una sorpresa. Después de violentos choques orquestales en el primer movimiento, el ostinato «obsesivo» del segundo y el scherzo «diabólico», el final dejó perplejos a muchos oyentes. Descrito como «uno de los viajes más extraños jamás emprendidos en la música», está marcada como pianissimo a lo largo de sus 10 a 12 minutos de duración.

##### Sinfonia antarticay SinfoníasOctavayNovena(1952-1957)
La séptima sinfonía, Sinfonia antartica (1952), un subproducto de la partitura del compositor para Scott of the Antarctic, ha dividido constantemente la opinión crítica sobre si puede clasificarse correctamente como una sinfonía. Alain Frogley en Grove argumenta que, aunque la obra puede causar una profunda impresión en el oyente, no es ni una verdadera sinfonía, en el sentido entendido del término, ni un poema sinfónico y, en consecuencia, es la menos exitosa de las sinfonías maduras. La obra consta de cinco movimientos, con líneas vocales sin texto para coro femenino y soprano solista en el primer y último movimiento. Además de las grandes secciones de viento-madera y percusión, la partitura presenta una parte prominente para eolífono.
La Octava Sinfonía (1956) en re menor se diferencia notablemente de sus siete predecesoras en virtud de su brevedad y, a pesar de su tonalidad menor, su alegría general. La orquesta es más pequeña que la de la mayoría de las sinfonías, con la excepción de la sección de percusión, que es particularmente grande, con, como dijo Vaughan Williams, «todos los "fonos" y "spiels" conocidos por el compositor». La obra fue recibida con entusiasmo en sus primeras representaciones y ha permanecido entre sus obras más populares.
La última sinfonía, la Novena, la completó a finales de 1957 y se estrenó en abril de 1958, cuatro meses antes de la muerte del compositor. Está escrita para una gran orquesta, incluidos tres saxofones, un fliscorno y una sección de percusión ampliada. El estado de ánimo es más sombrío que el de la Octava; en Grove se denomina a su estado de ánimo «a la vez heroico y contemplativo, desafiante y melancólicamente absorto». La obra recibió una ovación en su estreno, pero al principio los críticos no estaban seguros de qué hacer con ella y se tardó algunos años para que se clasificara en general junto a sus ocho predecesoras.

#### Otras obras orquestales
Grove enumera más de treinta obras de Vaughan Williams para orquesta o banda además de las sinfonías. Incluyen dos de sus obras más populares: Fantasía sobre un tema de Thomas Tallis (1910, revisada en 1919) y The Lark Ascending, originalmente para violín y piano (1914); orquestada en 1920. Otras obras que sobreviven en el repertorio en Gran Bretaña son Norfolk Rhapsody n.º 1 (1905–1906), Las avispas —particularmente la obertura (1909), English Folk Song Suite (1923) y la Fantasia on Greensleeves (1934).
Vaughan Williams escribió cuatro conciertos: para violín (1925), piano (1926), oboe (1944) y tuba (1954); otra pieza concertante es su Romance for harmonica, strings and piano (1951). Ninguna de estas obras ha rivalizado con la popularidad de las sinfonías o las obras breves para orquesta mencionadas anteriormente. Béla Bartók fue uno de los admiradores del Concierto para piano, escrito y defendido por Harriet Cohen, pero se ha mantenido, en palabras del crítico Andrew Achenbach, como una obra maestra olvidada.
Además de la música para Scott of the Antarctic, compuso música incidental para otras once películas, desde 49th Parallel (1941) hasta The Vision of William Blake (1957).

#### Música de cámara e instrumental
En comparación con su producción en otros géneros, la música de Vaughan Williams para conjuntos de cámara e instrumentos solistas constituye una pequeña parte de su obra. Grove enumera veinticuatro piezas bajo el título «Cámara e instrumental»; tres son obras tempranas e inéditas. Vaughan Williams, como la mayoría de los principales compositores británicos del siglo XX, no se sintió atraído por el piano solo y escribió poco para él. De sus años maduros, sobreviven para agrupaciones de cámara estándar dos cuartetos de cuerda (1908-1909, revisado en 1921; y 1943-1944), una «fantasía» quinteto de cuerda (1912) y una sonata para violín y piano (1954). El primer cuarteto lo compuso poco después de sus estudios en París con Ravel, cuya influencia es muy evidente. En 2002, la revista Gramophone describió al segundo cuarteto como una obra maestra que debería ser, pero no es, parte del repertorio de cámara internacional. Es del mismo período que la Sexta Sinfonía y tiene algo de la severidad y angustia de esa obra. El quinteto (1912) lo escribió dos años después del éxito de la Fantasía sobre un tema de Thomas Tallis, con la que tiene elementos en común, tanto en términos de disposición instrumental como en el estado de ánimo de contemplación absorta. La sonata para violín ha tenido poco impacto.

#### Música vocal
Ursula Vaughan Williams escribió sobre el amor de su esposo por la literatura y enumeró algunos de sus escritores y textos favoritos:

From Skelton and Chaucer, Sidney, Spenser, the Authorised Version of the Bible, the madrigal poets, the anonymous poets, to Shakespeare—inevitably and devotedly—on to Herbert and his contemporaries, Milton, Bunyan, and Shelley, Tennyson, Swinburne, both Rossettis, Whitman, Barnes, Hardy and Housman.
Desde Skelton y Chaucer, Sidney, Spenser, la versión autorizada de la Biblia, los poetas de madrigales, los poetas anónimos, hasta  Shakespeare —inevitable y devotamente— hasta Herbert y sus contemporáneos, Milton, Bunyan y Shelley, Tennyson, Swinburne, ambos Rossetti, Whitman, Barnes, Hardy y Housman.

Además de su amor por la poesía, la música vocal de Vaughan Williams está inspirada en su creencia de toda la vida de que la voz «puede convertirse en el medio de la mejor y más profunda emoción humana».

##### Canciones
Entre mediados de la década de 1890 y finales de la década de 1950, Vaughan Williams compuso más de ochenta poemas para acompañamiento de voz y piano. El primero que se conserva es «A Cradle Song», sobre un texto de Samuel Taylor Coleridge, de alrededor de 1894. Las canciones incluyen muchas que han entrado en el repertorio, como «Linden Lea» (1902), «Silent Noon» (1904) y los ciclos de canciones Songs of Travel (1905 y 1907) y On Wenlock Edge. Para él, la voz humana era «el mayor y más antiguo de los instrumentos musicales». Describió sus primeras canciones como «de carácter más o menos simple y popular» y la musicóloga Sophie Fuller describe esta sencillez y popularidad como algo constante a lo largo de su carrera. Muchos compositores de finales del siglo XIX y principios del XX escribieron obras sentimentales para voces femeninas; por el contrario, las canciones de Vaughan Williams, como «The Vagabond» de Songs of Travel, con letra de Robert Louis Stevenson, son «un soplo de aire fresco particularmente masculino» (para Fuller) y «versos viriles al aire libre» (Kennedy). Algunas de sus últimas canciones son menos conocidas; Fuller destaca el ciclo Three Poems de Walt Whitman, una obra en gran medida oscura, que los cantantes y los críticos pasan por alto con demasiada frecuencia. Para algunas de sus canciones, el compositor amplía el acompañamiento para incluir dos o más instrumentos de cuerda además del piano; incluyen On Wenlock Edge y el ciclo Merciless Beauty de Chaucer (1921), juzgado por un crítico contemporáneo anónimo como «seguramente entre las mejores canciones inglesas modernas».

##### Música coral
A pesar de su agnosticismo, compuso muchas obras para representaciones en la iglesia. Sus dos melodías de himnos más conocidas, ambas de alrededor de 1905, son «Down Ampney», basada en el texto de «Come Down, O Love Divine», y «Sine nomine», a partir de «For All the Saints». Grove enumera una docena más, compuestas entre 1905 y 1935. Otras obras sacras incluyen un Magnificat y Nunc Dimittis (1925), la Misa en sol menor (1920-1921), un Te Deum (1928) y los motetes «O Clap Your Hands» (1920), «Lord, Thou has been our Refuge» (1921) y «O Taste and See» (1953, interpretado por primera vez en la coronación de Isabel II).
Sus obras corales para conciertos incluyen arreglos de textos seculares y religiosos. Las primeras incluyen Toward the Unknown Region con texto de Whitman (compuesta entre 1904 y 1906), Five Tudor Portraits, texto de John Skelton (1935) y Shakespearean Serenade to Music (en su versión alternativa para coro y orquesta, 1938). Las piezas corales con texto religioso incluyen el oratorio Sancta Civitas (1923-1925) y la cantata navideña Hodie (1954). En 1953 el compositor dijo que de sus obras corales Sancta Civitas era su favorita. Dona Nobis Pacem, una apasionada cantata contra la guerra (1936) es una combinación de ambos, con texto de Whitman y otros yuxtapuestos con extractos de la misa en latín, anticipando una mezcla similar de texto sagrado y secular en el Réquiem de guerra de Benjamin Britten veinticinco años después.

#### Obras escénicas
Vaughan Williams desconfiaba de las etiquetas convencionales; su ballet más conocido se describe en la portada como «una mascarada para bailar» y el compositor categorizó sólo una de sus obras operísticas simplemente como una ópera. Para algunas de sus obras de teatro que podrían clasificarse como óperas o ballets, prefirió los términos «mascarada», «extravagancia romántica», «obra con música» o «moralidad».
En una encuesta de 2013 de las obras teatrales de Vaughan Williams, Eric Saylor escribe: «Con la posible excepción de Chaikovski la carrera operística de ningún compositor fue menos emblemática que su éxito en otros lugares». Aunque Vaughan Williams era un aficionado habitual a la ópera, entusiasta y conocedor de las obras de los maestros operísticos desde Mozart hasta Wagner y Verdi, su éxito en el campo operístico fue, en el mejor de los casos, irregular. Existe un acuerdo generalizado entre los comentaristas de que esto se debió en parte a la mala elección de libretistas por parte del compositor para algunas, aunque no todas, de sus óperas. Otro problema fue su entusiasmo por alentar a los aficionados y grupos de estudiantes, lo que a veces llevó a la puesta en escena de sus óperas con estándares menos que profesionales. Otro factor fue la preferencia expresada por el compositor por los «cuadros largos y lentos», que tendían a reducir el impacto dramático, aunque los creía esenciales, ya que «la música tarda mucho en hablar, mucho más que las palabras por sí mismas».
Hugh the Drover, or Love in the Stocks (terminada en 1919 y estrenada en 1924) tiene un libreto del escritor y crítico de teatro Harold Child, que fue descrita por The Stage como «repleta de arquetipos campechanos de aldeas de Cotswold». En opinión del crítico Richard Traubner, la pieza es un cruce entre la ópera balada tradicional y las obras de Puccini y Ravel, «con resultados rapsódicos». La partitura utiliza canciones populares genuinas y pastiche, pero termina con un dúo de amor apasionado que Traubner considera que hay pocos similares en la ópera inglesa. Su primera actuación fue realizada por estudiantes del Royal College of Music y la obra rara vez es puesta en escena por importantes compañías profesionales.
Old King Cole (1923) es un ballet humorístico. Los críticos opinaron que la partitura, que hace un uso liberal de melodías de canciones populares, era sorprendentemente moderna cuando se escuchó por primera vez. Kennedy comenta que la música «no es una obra importante, pero es divertida». La pieza no se ha visto con frecuencia desde su estreno, pero fue revivida en una producción estudiantil en el RCM en 1937.
On Christmas Night (1926), una mascarada de Adolph Bolm y Vaughan Williams, combina canto, baile y mímica. La historia se basa libremente en A Christmas Carol de Charles Dickens. La pieza fue presentada por primera vez en Chicago por la compañía de Bolm; el estreno en Londres fue en 1935. Saylor describe la obra como una «mezcolanza dramática» que no ha atraído el interés de los artistas posteriores.
La única obra que el compositor designó como ópera es la comedia Sir John in Love (1924-1928). Se basa en Las alegres comadres de Windsor de Shakespeare. Se utiliza una canción popular, aunque de manera más discreta que en Hugh the Drover, y Saylor describe la partitura como «deslumbrantemente melodiosa». Aunque las versiones de la obra ya habían sido ambientadas por Nicolai, Verdi y Holst, la de Vaughan Williams se distingue por su mayor énfasis en la música de amor que en la comedia robusta. En 1931, pensando en el Leith Hill Festival, el compositor reformuló parte de la música en una cantata de cinco secciones, In Windsor Forest, dando al público «las ciruelas y no el pastel», como él mismo dijo.
The Poisoned Kiss (1927-1929, estrenada en 1936) es una comedia ligera. Vaughan Williams conocía bien las óperas del Savoy y su música para esta pieza fue y es ampliamente considerada como en la vena de Sullivan. Se consideró que el texto, de un libretista sin experiencia, estaban muy por debajo de los estándares de Gilbert. Saylor resume el consenso crítico de que la obra es algo entre «una frívola comedia romántica [y] un cuento de hadas satírico», y no del todo exitosa en ninguna de las dos categorías.
Job: A Masque for Dancing (1930) fue el primer ballet a gran escala de un compositor británico moderno. El gusto de Vaughan Williams por los cuadros largos, aunque desventajoso en sus óperas, funcionó con éxito en este ballet. La obra está inspirada en las ilustraciones del Libro de Job de William Blake (1826). La partitura se divide en nueve secciones y un epílogo, que presenta interpretaciones coreografiadas de algunos de los grabados de Blake. La obra, coreografiada por Ninette de Valois, causó una gran impresión en sus primeras representaciones y ha sido revivida por el Ballet Real varias veces. Kennedy clasifica la partitura como «uno de los logros más poderosos de Vaughan Williams» y señala que es familiar en los programas de conciertos, ya que tiene «la talla y la cohesión de una sinfonía».
En opinión de Kennedy, Riders to the Sea (1925-1931, estrenada en 1937) en un acto es artísticamente la ópera más exitosa de Vaughan Williams; Saylor nombra a Sir John in Love por esa distinción, pero califica a Riders to the Sea como una de las mejores obras del compositor en cualquier género. Es un escenario casi literal de la obra de teatro homóloga de John Millington Synge de 1902, que describe la tragedia familiar en un pueblo pesquero irlandés. Kennedy describe la partitura como «organizada casi sinfónicamente» con gran parte del material temático desarrollado a partir del breve preludio. La orquestación es sutil y presagia el final fantasmal de la Sexta Sinfonía; también hay pre-ecos de la Sinfonia antartica en las voces quejumbrosas de las mujeres y en el sonido del mar.
The Bridal Day (1938-1939) es una mascarada, sobre un escenario de Ursula, que combina voz, mimo y danza, presentada por primera vez en 1953 en la televisión de la BBC. Más tarde, Vaughan Williams la reformuló en una cantata, Epithalamion (1957).
The Pilgrim's Progress (1951), la última ópera del compositor, fue la culminación de más de cuarenta años de trabajo intermitente sobre el tema de la alegoría religiosa de Bunyan. Había escrito música incidental para una dramatización aficionada en 1906 y había vuelto al tema en 1921 con The Shepherds of the Delectable Mountains en un acto (finalmente incorporado, con enmiendas, a la ópera de 1951). La obra ha sido criticada por una preponderancia de música lenta y tramos carentes de acción dramática, pero algunos comentaristas creen que la obra es uno de los logros supremos del compositor. Los resúmenes de la música varían desde «hermosa, aunque algo así como un revoltijo estilístico» (Saylor) hasta «una síntesis del progreso estilístico de Vaughan Williams a lo largo de los años, desde la mediación pastoral de la década de 1920 hasta la música airada de las sinfonías intermedias y, finalmente, la fase más experimental de la Sinfonia antartica en su última década» (Kennedy).

## Discografía
Vaughan Williams realizó varias grabaciones para gramófono y radio. Sus grabaciones de estudio son la obertura de The Wasps y el ballet Old King Cole (ambas realizadas en 1925) y la Cuarta Sinfonía (1937). Las grabaciones de conciertos en vivo incluyen Dona Nobis Pacem (1936), Serenade to Music y la Quinta Sinfonía, grabadas en 1951 y 1952, respectivamente. Hay una grabación de Vaughan Williams dirigiendo la Pasión según San Mateo con su elenco del Festival de Leith Hill. En los primeros días del LP en la década de 1950, Vaughan Williams estaba mejor representado en los catálogos de discos que la mayoría de los compositores británicos. The Record Guide (1955) contenía nueve páginas de listados de su música en disco, en comparación con cinco para Walton y cuatro para Elgar y Britten.
Se han grabado todas las obras principales del compositor y muchas de las menores. Ha habido numerosos conjuntos completos de LP y CD de las nueve sinfonías, comenzando con el ciclo Decca de Adrian Boult de la década de 1950, la mayoría de los cuales se grabaron en presencia del compositor. Aunque rara vez puestas en escena, a las óperas les ha ido bien en disco. La primera grabación de una ópera de Vaughan Williams fue Hugh the Drover, en una versión abreviada dirigida por Malcolm Sargent en 1924. Desde la década de 1960 ha habido grabaciones estereofónicas de Hugh the Drover, Sir John in Love, Riders to the Sea, The Poisoned Kiss y The Pilgrim's Progress. La mayoría de las grabaciones orquestales han sido realizadas por orquestas y directores británicos, pero los directores no británicos notables que han hecho grabaciones de las obras de Vaughan Williams incluyen a Herbert von Karajan, Leonard Bernstein, Leopold Stokowski y, con mayor frecuencia, André Previn, quien dirigió a la Orquesta Sinfónica de Londres en el primer ciclo estéreo completo de las sinfonías, grabado entre 1967 y 1972. Entre los directores británicos más estrechamente asociados con la música de Vaughan Williams en disco y en concierto en las generaciones posteriores a Boult, Sargent y Barbirolli están Vernon Handley, Richard Hickox, Mark Elder y Andrew Davis. Las compañías discográficas con extensas listas de grabaciones de Vaughan Williams incluyen EMI, Decca, Chandos, Hyperion y Naxos.

## Honores y legado

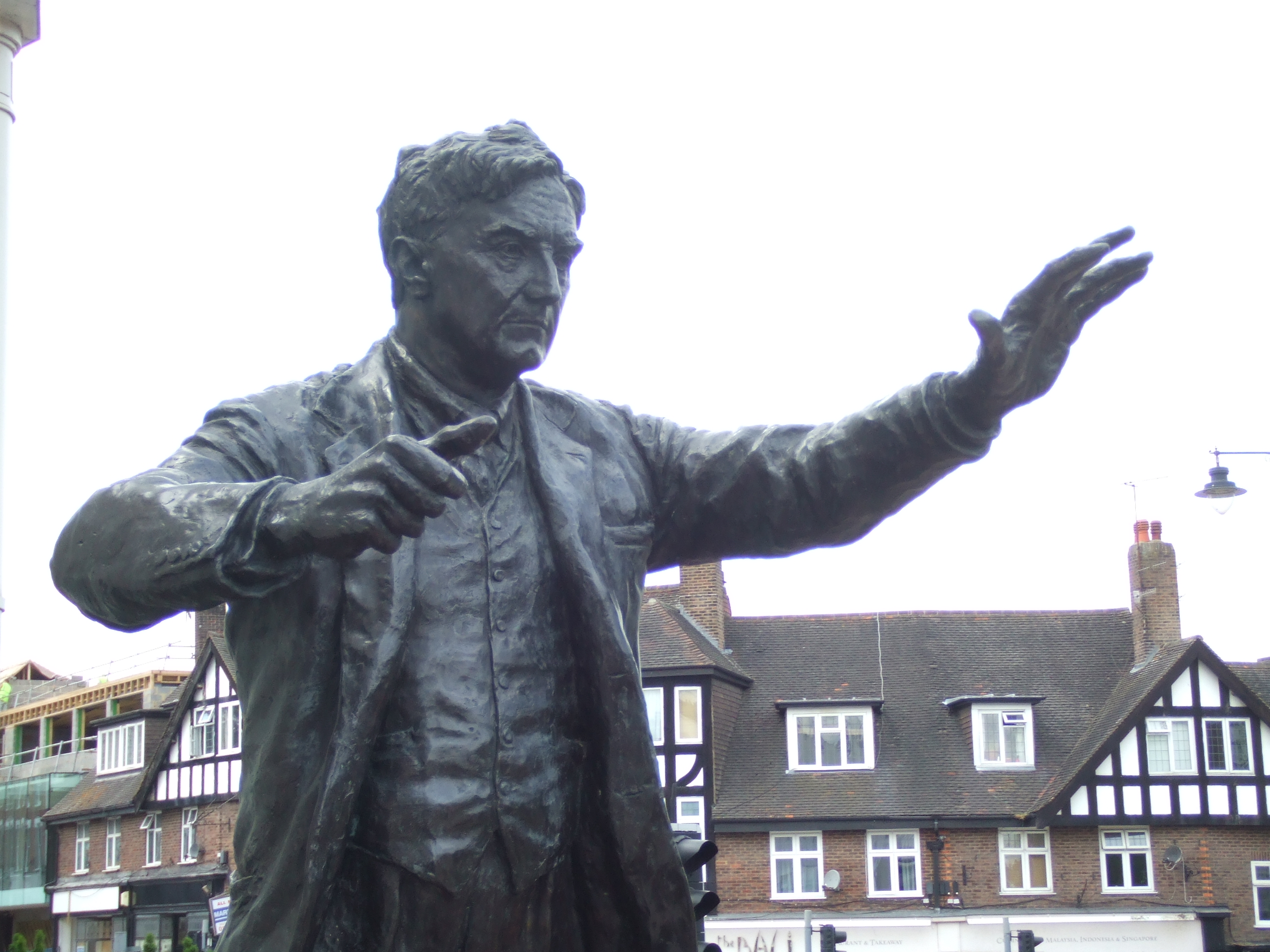
Estatua de Vaughan Williams en Dorking, por William Fawke.

Vaughan Williams rechazó el título de caballero al menos una vez y rechazó el puesto de Master of the King's Music después de la muerte de Elgar. El único honor estatal que aceptó fue la Orden del Mérito en 1935, que no otorga ningún título prenominal: prefirió seguir siendo «Dr. Vaughan Williams». Sus honores académicos y musicales incluyeron un Doctorado honoris causa en música de la Universidad de Oxford (1919); la medalla Cobbett por servicios a la música de cámara (1930); la medalla de oro de la Royal Philharmonic Society (1930); la beca vitalicia Collard de la Worshipful Company of Musicians (1934, en sucesión a Elgar); una beca honoraria del Trinity College (Cambridge, 1935); el premio Shakespeare de la Universidad de Hamburgo (1937); la medalla Albert de la Royal Society of Arts (1955); y el premio conmemorativo Howland de la Universidad Yale (1954).
Después de su muerte, The Times resumió su legado en un editorial:

[H]istorically his achievement was to cut the bonds that from the times of Handel and Mendelssohn had bound England hand and foot to the Continent. He found in the Elizabethans and folk-song the elements of a native English language that need no longer be spoken with a German accent, and from it he forged his own idiom. The emancipation he achieved thereby was so complete that the composers of succeeding generations like Walton and Britten had no longer need of the conscious nationalism which was Vaughan Williams's own artistic creed. There is now an English music which can make its distinctive contribution to the comity of nations.
[H]istóricamente, su logro fue cortar los lazos que desde los tiempos de Händel y Mendelssohn habían unido a Inglaterra de pies y manos con el continente. Encontró en los isabelinos y en las canciones populares los elementos de una lengua inglesa nativa que ya no necesita ser hablada con acento alemán y, a partir de ella, forjó su propio idioma. La emancipación que logró de ese modo fue tan completa que los compositores de generaciones posteriores como Walton y Britten ya no necesitaban el nacionalismo consciente que era el credo artístico del propio Vaughan Williams. Ahora hay una música inglesa que puede hacer su contribución distintiva a la cortesía de las naciones.

En 1994, un grupo de entusiastas fundó la Ralph Vaughan Williams Society, con la viuda del compositor como presidenta y Roy Douglas y Michael Kennedy como vicepresidentes. La sociedad, una organización benéfica, ha patrocinado y fomentado representaciones de las obras del compositor, incluidos ciclos sinfónicos completos y un festival de ópera de Vaughan Williams. La sociedad ha promovido estrenos de obras olvidadas y tiene su propio sello discográfico, Albion Records.

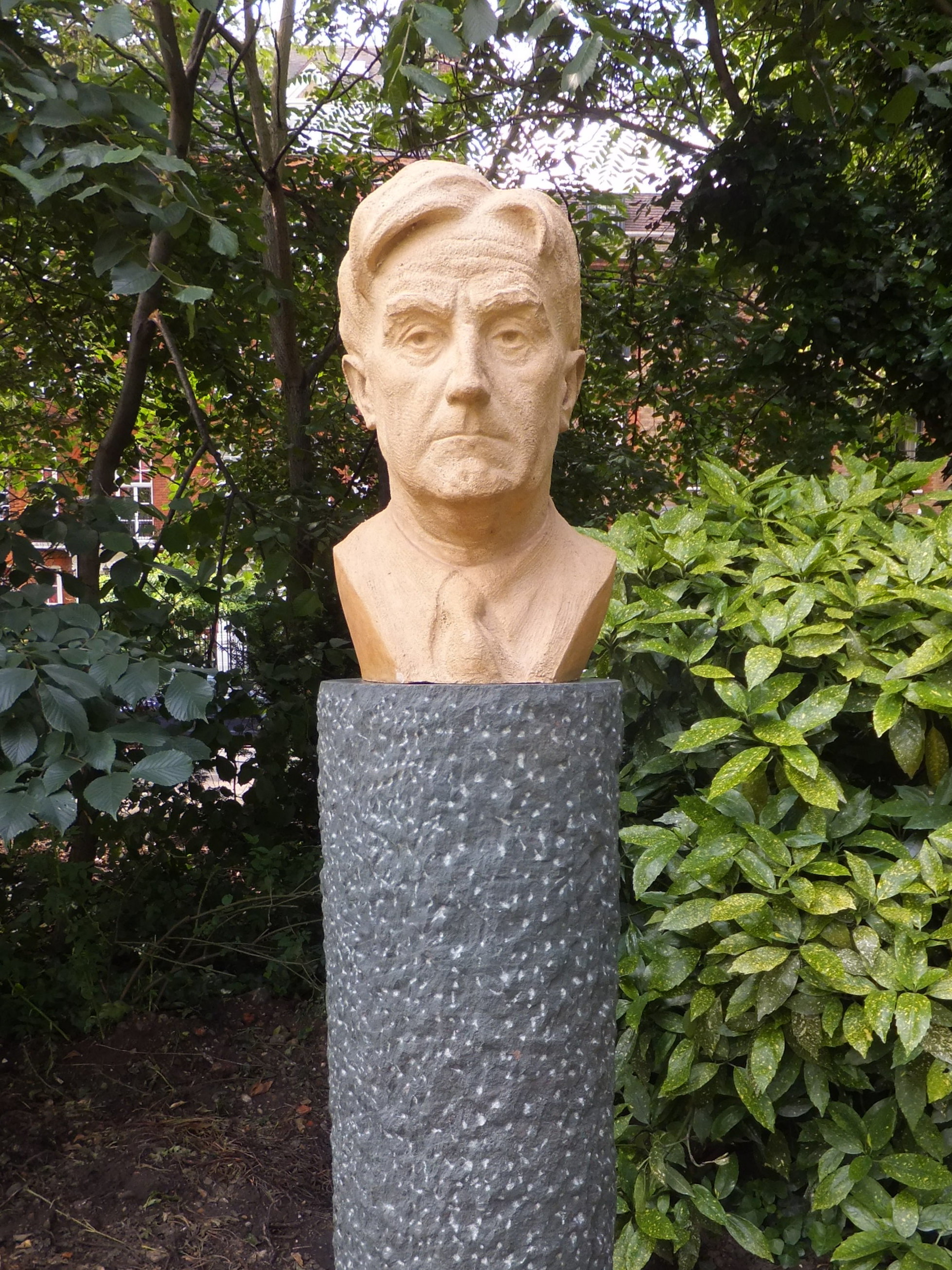
Busto del compositor en Chelsea Embankment Gardens, obra de Marcus Cornish.

Los compositores de la generación posterior a Vaughan Williams reaccionaron contra su estilo, que pasó de moda en los círculos musicales influyentes de la década de 1960; la música diatónica y melódica como la suya fue olvidada en favor de composiciones atonales y otras composiciones modernistas. En el siglo XXI este abandono se ha revertido. En el año del quincuagésimo aniversario de su muerte, se estrenaron dos documentales contrastantes: O Thou Transcendent: The Life of Vaughan Williams, de Tony Palmer, y The Passions of Vaughan Williams, de John Bridcut. Se incitó al público británico a revaluar al compositor. La popularidad de sus obras más accesibles, particularmente Fantasía sobre un tema de Thomas Tallis y The Lark Ascending aumentó, pero un amplio público también se dio cuenta de lo que un crítico de la película de Bridcut denominó «un genio impulsado por la emoción». Entre los músicos del siglo XXI que han reconocido su influencia en su desarrollo están John Adams, PJ Harvey, Peter Maxwell Davies, Anthony Payne, Wayne Shorter, Neil Tennant y Mark-Anthony Turnage.

### En la cultura popular
El Royal College of Music encargó un retrato oficial del compositor a Gerald Kelly (1952) que cuelga en el colegio. La Galería de Arte de Mánchester tiene una escultura de bronce del compositor obra de Epstein (1952) y la National Portrait Gallery tiene obras de Joyce Finzi (1947) y Juliet Pannett (1957 y 1958); las versiones de una cabeza de bronce del compositor de David McFall (1956) se encuentran en la National Portrait Gallery y en la entrada de la sala de lectura de Music de la British Library. Hay una estatua de Vaughan Williams en Dorking y un busto en Chelsea Embankment Gardens, cerca de su antigua casa en Cheyne Walk.
La urbanización de Clements Park en Warley (Essex) tiene caminos que llevan el nombre del compositor y sus obras, siendo el más obvio el camino principal «Vaughan Williams Way» que la atraviesa. El compositor dio una conferencia en Brentwood sobre música folclórica y recopiló cientocuarenta canciones de pueblos de la región.